# Vapeur vive
 (mai 2009).
Si vous disposez d'ouvrages ou d'articles de référence ou si vous connaissez des sites web de qualité traitant du thème abordé ici, merci de compléter l'article en donnant les références utiles à sa vérifiabilité et en les liant à la section « Notes et références ».

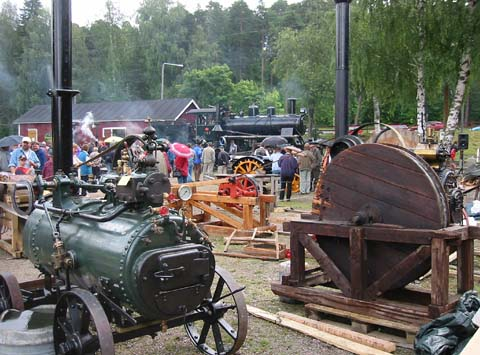
Rassemblement de machines à vapeur vive.

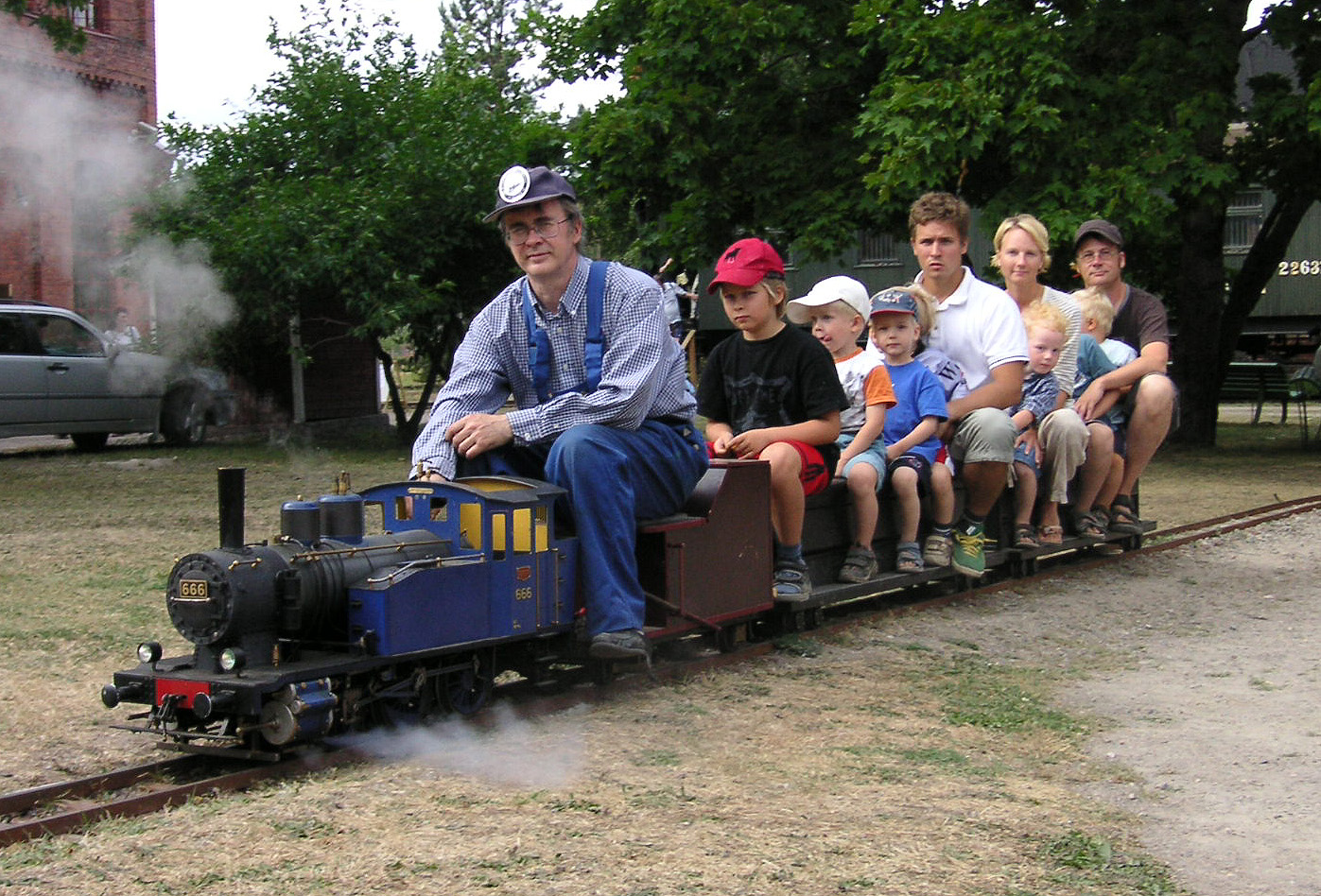
Train à vapeur vive miniature au propane à l'échelle 1:8 roulant dans le musée ferroviaire finlandais.

Le terme de vapeur vive désigne des modèles réduits de loisir ou d'étude, animés par une machine à vapeur. Il s'agit le plus souvent de modèles réduits de locomotives à vapeur, de bateaux à vapeur ou de locomobiles. « Vapeur vive » désignant aussi la vapeur produite sous pression, non encore utilisée pour produire un effort mécanique. La vapeur utilisée alors s'appelle la « vapeur détendue ».

## Fonctionnement général

### Mécanique
Le fonctionnement d'une machine à vapeur vive modèle est proche de celui d'une machine réelle. Les composants mécaniques sont parfois sur-dimensionnés par rapport à l'échelle du modèle, afin de permettre un meilleur fonctionnement, un meilleur entretien, une meilleure utilisation. Pour un petit modèle, la simplicité de fabrication des composants prime le rendement. On trouve comme modèles pour débuter, des machines monocylindre qui nécessitent une aide pour démarrer.

### Alimentation en énergie
La vapeur est produite à partir d'eau et d'une source de chaleur qui peut varier suivant l'échelle choisie. Dans le cas des petites échelles, on utilise comme carburant des liquides (alcool à brûler, éthanol...), du butane, ou de l'électricité (résistance chauffante qui chauffe directement l'eau). Pour les échelles plus importantes, on utilise des combustibles utilisés sur des modèles réels, comme le charbon, le gazole, l'essence ou le gaz propane.

### Commandes

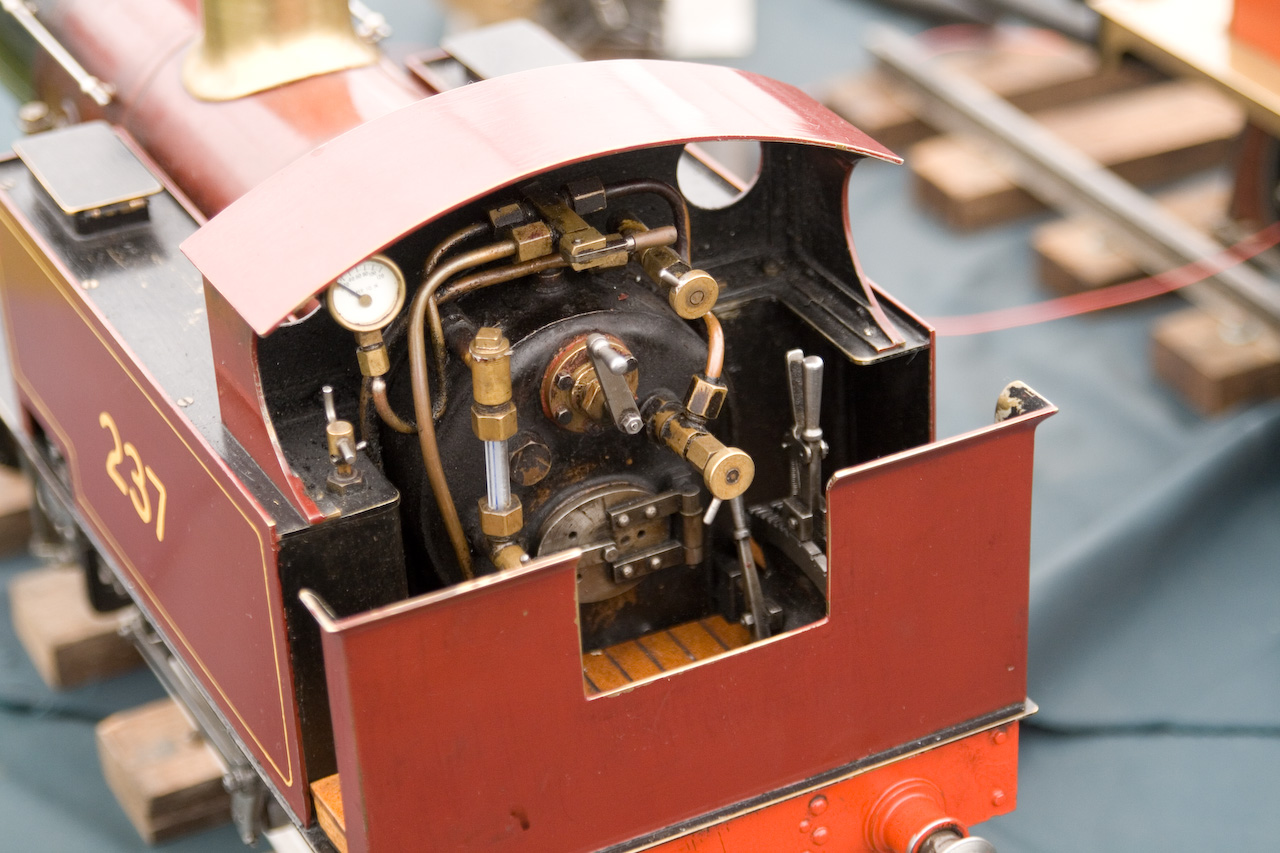
Commandes manuelles de locomotive réduite.

Les commandes de machines à vapeur vive sont multiples :
- À pied d'œuvre : la machine est commandée directement par le chauffeur. Ce type de commande est possible sur une machine fixe, ou sur une machine mobile que le chauffeur peut suivre (à pied, assis dessus, rayon d'action réduit...).
- À distance : la machine est pilotée à distance, du fait de sa mobilité et de sa taille trop peu importante pour embarquer le chauffeur.
  - Par télécommande, où un système de servomoteurs actionne les différentes commandes de la machine.
  - Par la commande transmise via un fil, ou par la voie dans le cas des trains.

## Histoire

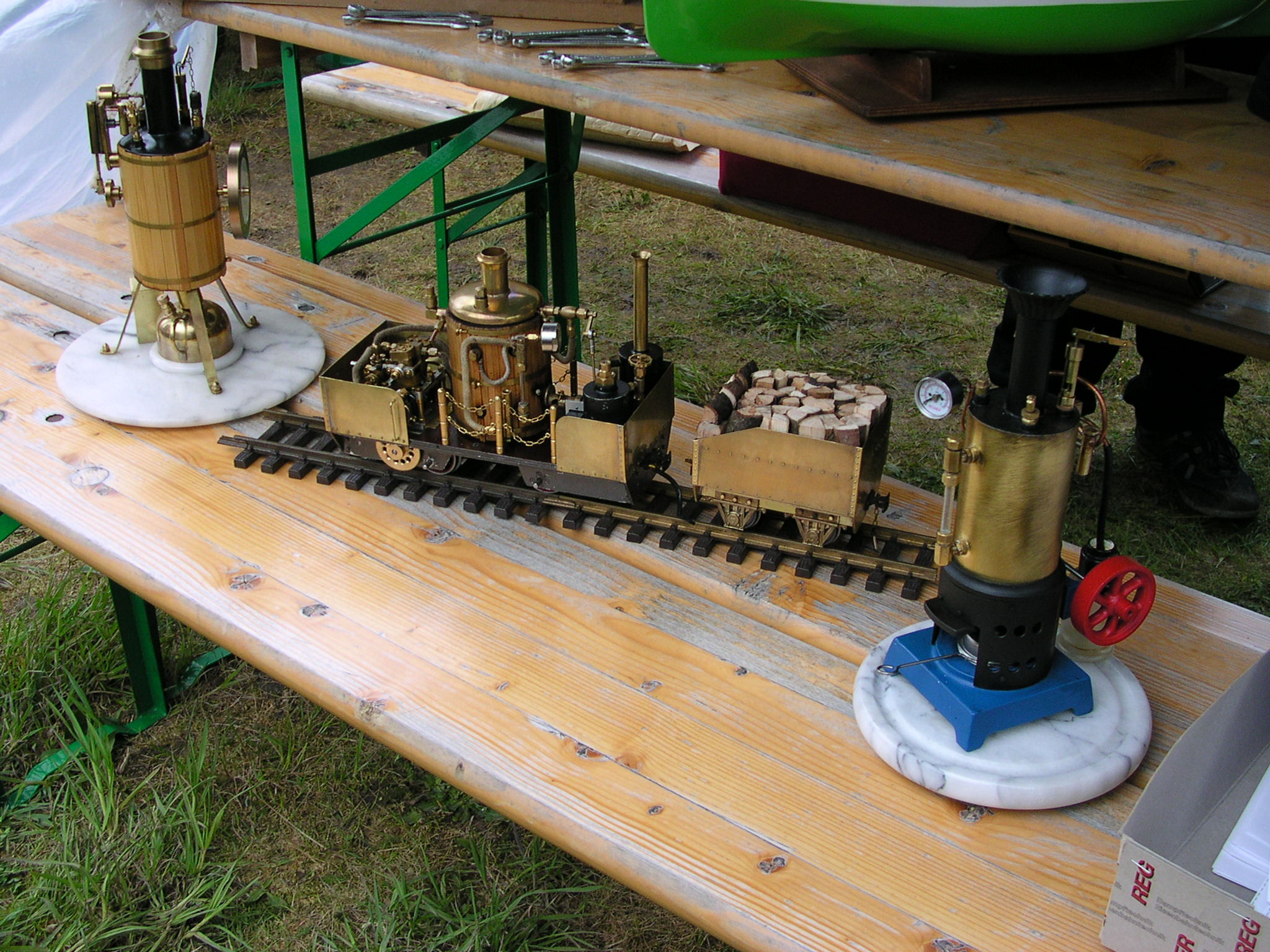
Deux machines statiques et une petite locomotive à vapeur vive.

La vapeur vive est née avec la locomotive à vapeur. Les premiers modèles réalisés furent des modèles d'étude pour les ateliers et les écoles d'ajusteurs[réf. souhaitée].
En France, de 1880 aux années 1930, la maison Radiguet et Massiot fabrique des jouets à vapeur vive. Dans les années 1950, on trouve des machines à vapeur de la marque JC (Jean Comby) commercialisées avec les bateaux à vapeur NOVA.
Avant l'apparition du moteur à combustion interne, on trouve quelques réalisations d'avions à vapeur.
Il y eut des réseaux ferroviaires dès 1894 dans des jardins publics aux États-Unis (Cagney) et en 1904 (Miniature Railways Ltd) en Angleterre pour amuser le public. En 1927, le Romney Hythe and Dymchurch, réseau ferroviaire en 15"(381 mm) d'écartement est fondé. Il se situe dans le Sud de l'Angleterre dans le Kent, non loin de Douvres et fonctionne encore de nos jours. Walt Disney a construit le Carolwood Pacific Railroad en 1950.
Dans le modélisme naval, à la fin des années 1930, il est à noter l'influence de Gem Suzor (président du Model Yacht Club de Paris), qui réalisait des bateaux à vapeur à vaporisation instantanée.
Il existe de nombreux fournisseurs de plans, fonderies et modèles en Europe, et quelques artisans en France.

### Revues
En Angleterre, on trouve une des plus anciennes revues sur le sujet, fondée en 1898, Model Engineer magazine. En France, des revues spécialisées sur la vapeur vive sont créées dans les années 1970, Mécanique et Modèles, Mini Ingénieur Vaporiste et en 1977 la revue l'Escarbille publiée par la Confrérie des Amateurs de Vapeur.
On retrouve aussi des informations sur de belles réalisations dans des revues spécialisées sur le modélisme naval.

## Utilisation

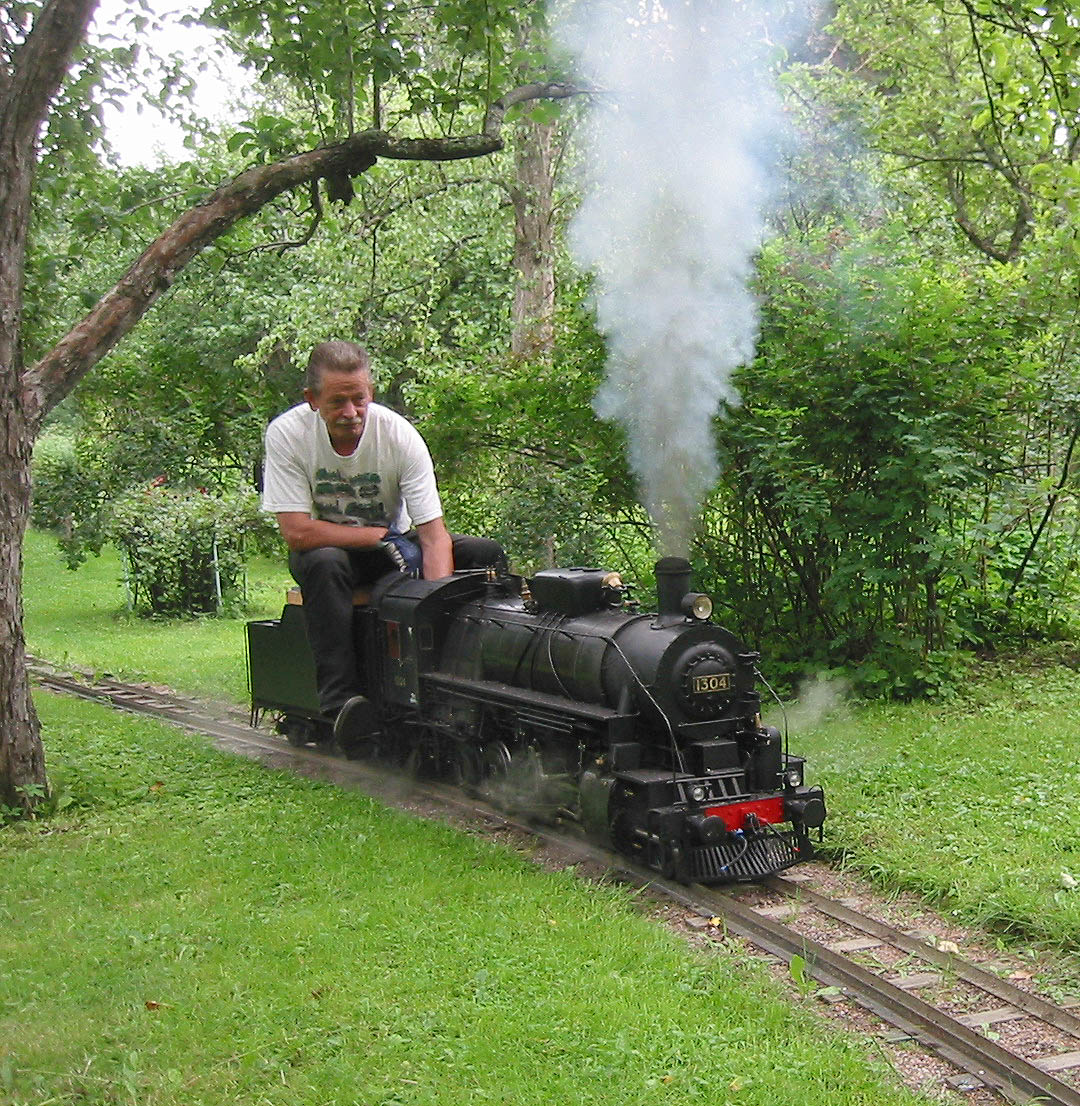
Une machine à vapeur vive de 300 kg, chevauchée par son créateur.

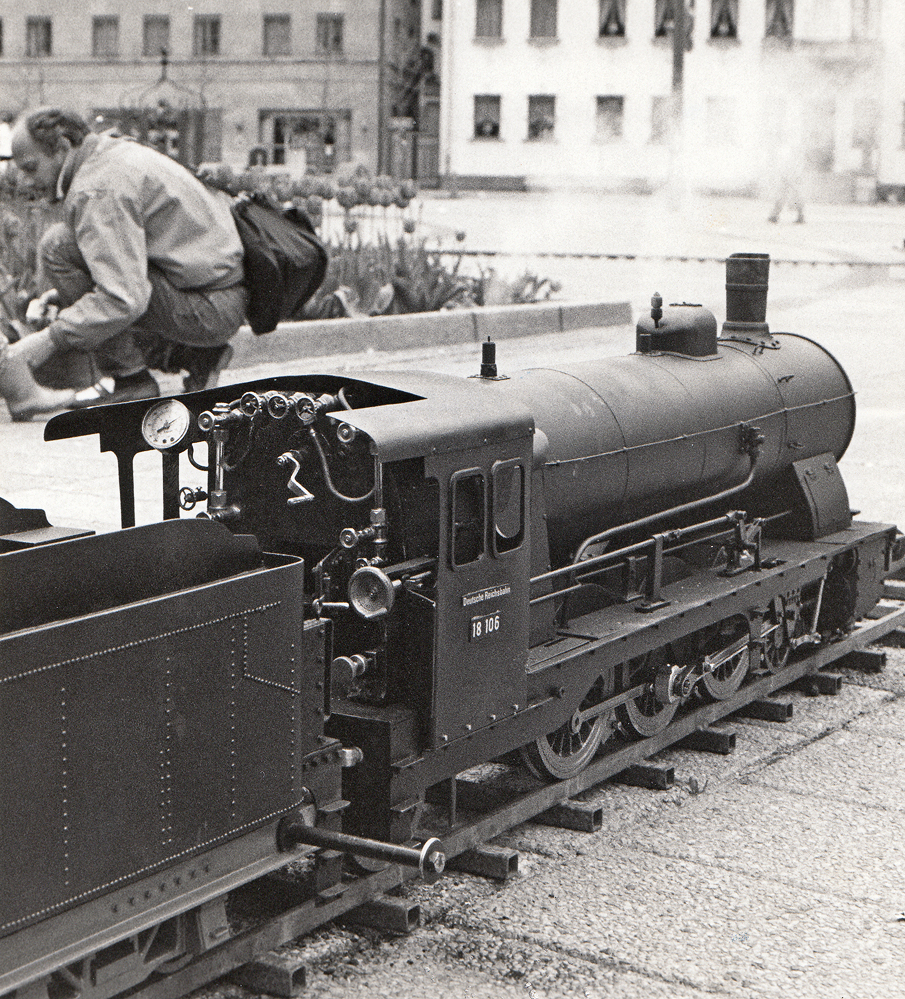
Vapeur vive 1:8 Malmö 1987.

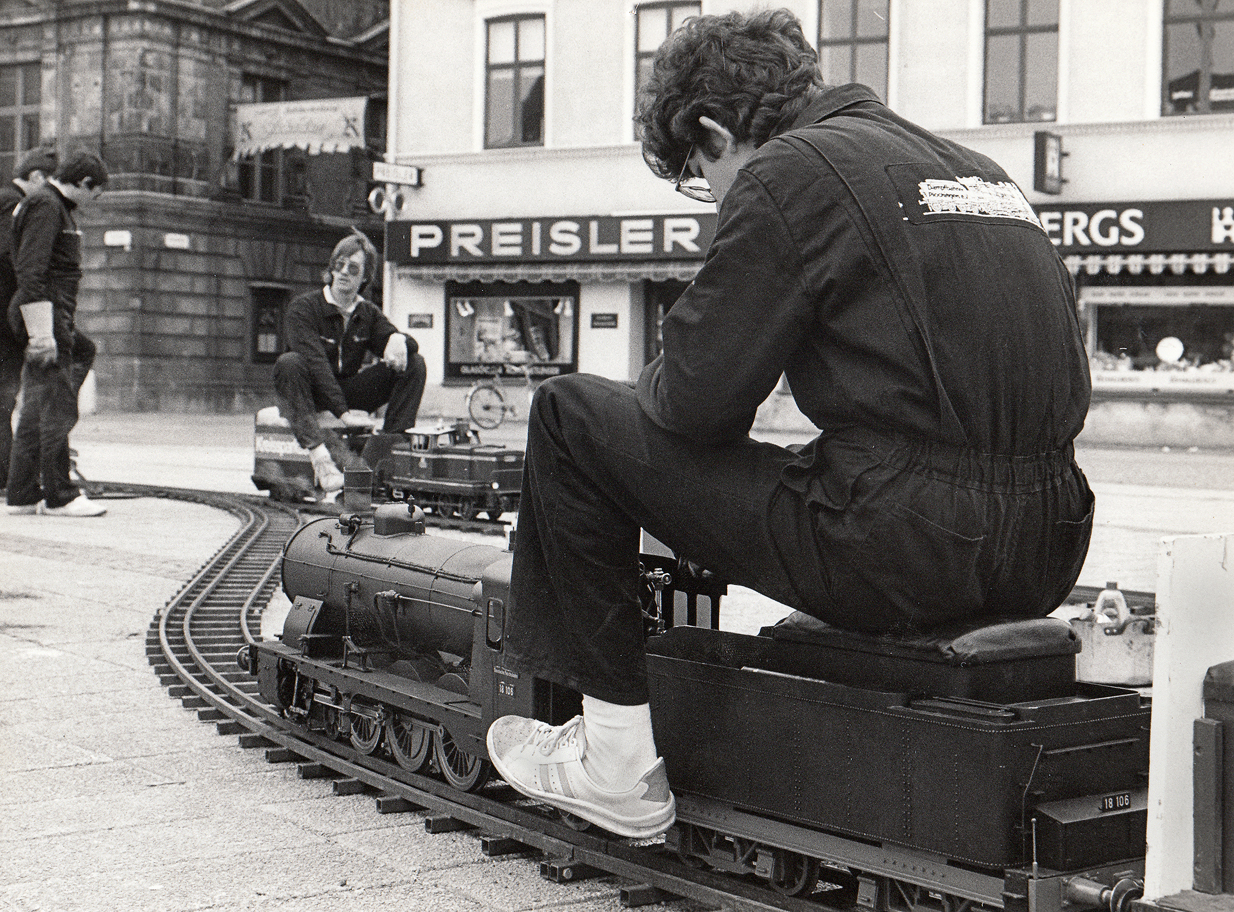
Vapeur vive 1:8 Malmö 1987.

Le passe-temps de la vapeur vive est particulièrement populaire au Royaume-Uni, aux États-Unis et en Australie. L'utilisation majoritaire de la vapeur vive est faite pour l'extérieur. Les matériels sont très majoritairement fabriquées par leurs propriétaires, bien qu'il existe une production industrielle pour les plus petites échelles, le modélisme naval et les jouets techniques (marques Wilesco, Mamod...).

### Trains
Pour le train de jardin à vapeur vive, la notation des échelles est traditionnellement en mesures anglo-saxonnes, du fait de l'origine de la pratique de la vapeur vive ferroviaire : on compte le nombre de pouces à l'échelle par pied réel. Les échelles les plus courantes sont : I (1:32), II (1:22,5), 1/2" (1:24), 3/4" (1:16), 1" (1:12), 1-1/2" (1:8), 2-1/2" (~1:5) et 3" (1:4).
À partir du 3/4" (1:16), les modèles réduits sont assez volumineux et puissants pour tracter une masse importante, à commencer par le chauffeur.
Les principaux écartements rencontrés sont : 32 mm, 45 mm, 89 mm (devient rare), 127 mm, et 184 mm[réf. souhaitée]. L'échelle réelle de réduction est obtenue en divisant l'écartement des rails du modèle réel reproduit par l'écartement du modèle en réduction. Pour des raisons de compatibilité des matériels et des réseaux de modèles réduits, l'écartement des rails est normalisé,.
Il existe cependant des modèles réduits de trains à de petites échelles, à l'échelle 0 (1:48 aux États-Unis), ou à l'échelle 00 (1:76 en Grande-Bretagne), mais qui restent rares.
Les types de générateurs de vapeur (chaudière) sont principalement de type «tube à fumée» (voir Chaudière. Les moteurs utilisés sont de tous types, à simple ou double expansion pour les plus complexes.

### Bateaux
Pour le modélisme naval, le combustible utilisé est généralement le gaz propane ou butane. Les modèles évolués sont équipés d'un régulateur automatique du brûleur en fonction de la pression de la chaudière ainsi que d'un circuit d'alimentation en eau commandé par servomoteur (Bypass) et à distance.
Les types de générateurs de vapeur (chaudières) sont de type tube à fumée, à eau et à vaporisation instantanée.
Le modèle le plus simple, qui est aussi un jouet, est surnommé le « POP POP ».
Les moteurs utilisés sont de tous types, à simple, double ou triple expansion ou turbines à vapeur.
À noter qu'avant les années 1940, avant l'apparition des moteurs à combustion interne assez puissants, il existait des compétitions de bateaux à vapeur

### Machines agricoles et routières
Ce sont des reproductions fidèles ou non des machines utilisées dans les fermes agricoles (locomobile), chantiers de construction, fêtes foraines, etc. avant l'apparition du moteur à combustion thermique.
Il existe aussi des reproductions de camions à vapeur et d'automobiles.
Les types de chaudières sont de type tube à fumée principalement[réf. souhaitée].

## Types de machines

### Le générateur de vapeur
Sur les modèles les plus simples, le rendement global n’étant pas une préoccupation, on ne produit que de la vapeur saturée sans surchauffe. Les chaudières sont très simples et ne comportent généralement qu’un tube foyer, sans tubes de retour ni économiseur.
Sur les modèles plus complexes, les chaudières sont de type tube à fumée (usage ferroviaire) ou tube à eau (usage marin), il existe aussi des générateurs à vaporisation instantanés, système presque abandonné de nos jours car assez délicat à mettre au point, malgré son avantage poids/puissance (usage marin ou aéronautique)[réf. souhaitée].
Les modèles les plus évolués (locomotives compound) sont équipés de tubes de surchauffe plongés dans les gaz de combustion, voire directement dans le foyer, la température de la vapeur étant plus élevée, une huile dite de surchauffe (d'un grade SAE 800-1000) doit être utilisée pour la lubrification du moteur.
Le générateur de vapeur (chaudière) doit comporter obligatoirement des organes de sécurité suivant : 
- un niveau d'eau permettant de contrôler la quantité d'eau dans le générateur.
- une soupape de sécurité permettant de limiter la pression dans le générateur.
- accessoirement un manomètre.

Le générateur de vapeur est dimensionné pour délivrer un débit de vapeur suffisant à l'alimentation du moteur et les autres équipements, il permet si possible un nettoyage aisé. La vaporisation de l'eau impose des dimensions minimales des générateurs (cf. études de Clément Ader sur la miniaturisation des générateurs de vapeur[réf. souhaitée]) afin que l'eau puisse rester au contact des plaques du générateur sans être remplacée par la vapeur (effet de cavitation néfaste).
C'est pour ces raisons que les dimensions du modèle réduit ne sont pas parfaitement identiques au modèle reproduit.
Pour la vaporisation instantanée, le même principe que le générateur Serpollet est utilisé, la régulation est faite par l'introduction d'eau.

### Les moteurs
Les machines monocylindreCes machines peuvent nécessiter une aide pour démarrer si le piston est sur un de ses points morts. Les machines monocylindres peuvent généralement fonctionner dans les deux sens sans dispositif particulier, en les poussant simplement dans le sens désiré.
Les machines bicylindresLes machines bicylindres simple expansion ont des embiellages décalés de 90° pour permettre un démarrage en toutes positions. Les machines bicylindre compound (double expansion) sont généralement utilisées pour des applications marines. Il existe des reproductions de moteur tri-compound (triple expansion).
Les machines à cylindre(s) oscillantsL’ensemble piston/cylindre est monté sur pivot et fonctionne comme un système à bielle de longueur variable. La rotation du cylindre par rapport à sa plaque support assure la distribution de la vapeur par ouverture ou fermeture de lumières. Ce système est le plus simple qui existe pour les machines à vapeur, mais n’est pas représentatif des modèles grandeur réelle. Il s’utilise parfois dans des machines où les cylindres sont cachés, comme en produit par exemple la société allemande Regner dans sa série Easy line.

### Les turbines
Rare dans le monde du modélisme, elles sont de conception assez simple, à un seul étage, le nombre de buses d'alimentation de la turbine est variable.

### La distribution de la vapeur
Afin notamment d’améliorer le fonctionnement aux diverses allures et d’assurer une inversion de marche aisée, des systèmes complexes de distribution à bielles ont été développés pour les machines grandeur, le plus utilisé étant la Distribution Walschaerts. On trouve aussi parfois une distribution de type  Stephenson.
Ces systèmes étant complexes, sur les modèles de base on trouve souvent des distributions simples dites à excentrique. Dans ce cas, l’inversion de sens de marche, si elle existe, est faite en inversant la distribution de vapeur à l’aide d’une vanne à quatre voies.

### Le condenseur
Utilisé principalement sur les modèles de bateaux, il permet de récupérer l'eau afin d'augmenter l'autonomie.
Un bon condenseur permet en outre de gagner de la puissance en créant du vide à la sortie du moteur (gain en pression).

## Matériaux de fonctionnement

### Le combustible
On[Qui ?] a longtemps utilisé des combustibles liquides, principalement de l'alcool dénaturé qu’on faisait simplement brûler sous la chaudière, qui ne comporte pas alors de chambre de combustion ou foyer. À la suite de divers accidents (renversement du réservoir), ce système a parfois été remplacé par des capsules comportant un combustible gélifié (alcool solidifié, type allume-barbecue solide). L'usage de l'essence est maintenant totalement abandonné, son usage comporte des risques d'explosion et d'incendie en cas de renversement.
Actuellement, la grande majorité des petits modèles fonctionnent au gaz avec un brûleur sous la chaudière, ou de préférence dans un tube foyer similaire à celui des chaudières grandeur réelle. Le fonctionnement au gaz est considéré plus sûr et plus simple[réf. souhaitée].
L'utilisation du charbon (type anthracite) comme combustible est conditionné à l'emploi d'un foyer d'une surface suffisante à l'obtention d'une combustion homogène, continue et facile d'entretien, la surface minimale de grille est d'environ 10 cm²[réf. souhaitée], en dessous, l'allumage et la tenue du feu sont des opérations délicates.
L'utilisation du bois est possible, mais le pouvoir calorifique étant inférieur au charbon, cela demande un entretien plus fréquent et une adaptation de la grille en la remplaçant par une plaque à trous[réf. souhaitée].
Le gazole nécessite l'emploi d'un brûleur pour une combustion correcte et si possible une voûte en matériaux réfractaires afin d'absorber les chocs thermiques assez néfastes à la durée de vie du générateur de vapeur[réf. souhaitée].

### L’eau
Pour les petits modèles
La gestion d’une pompe pour le remplissage de la chaudière depuis un réservoir d’eau étant complexe, la grande majorité des modèles consomme uniquement l’eau disponible dans la chaudière après quoi il faut dépressuriser celle-ci pour la remplir de nouveau.
Pour les modèles plus imposants[évasif]
L'eau est introduite dans la chaudière par l'utilisation d'une pompe mécanique (à main, entraînée par le moteur...), d'une pompe d'alimentation (dite aussi « petit cheval »  [réf. souhaitée]) ou d'un injecteur Giffard. 
Ces modèles disposent d'une autonomie suffisante pour fonctionner plusieurs heures en prélevant l'eau d'alimentation dans des réservoirs.  
La commande des équipements d'alimentation est faite manuellement ou par des servomoteurs de modélisme.
La combustion en l’absence d’eau ou un manque d'eau présente les mêmes dangers que pour une chaudière grandeur réelle : celle-ci risque d’exploser[réf. souhaitée], ce qui peut entraîner de graves brûlures si on se trouve à proximité.
Sur les petits modèles, afin de limiter le risque avec les chaudières à gaz ou à combustible solide on fait généralement en sorte que le combustible ou le gaz s’épuise avant l’eau.
L'utilisation d'un générateur de vapeur impose donc une surveillance permanente.
La chaudière est munie d'un niveau d'eau qui permet de vérifier la quantité d'eau restant dans la chaudière. Le niveau est alors un organe de sécurité.
L'eau utilisée doit être distillée, afin de ne pas avoir de solides dissous qui se déposent en totalité dans la chaudière lors de la formation de la vapeur, générant alors une crasse qui fait baisser le rendement de la machine. L'eau déionisée étant très agressive pour les métaux doit être coupée avec 2 à 3 % d'eau du robinet[réf. souhaitée].

### L’huile
Une machine à vapeur nécessite un apport de lubrifiant continu dans les cylindres qui est généralement assuré par une pompe mécanique ou un graisseur à condensation (dit aussi à déplacement).
Sur les modèles important une huile moteur de grade SAE 300 est utilisée ; sur les petits modèles de l'huile d'olive est utilisable. À noter que l'utilisation d'huile moteur automobile n'est pas à conseiller, du fait de son émulsion avec l'eau et du risque d'inhalation des additifs[réf. souhaitée].
La lubrification des parties mécaniques tel que la distribution et les bielles, est assuré par des systèmes divers avec de l'huile mécanique.

## Les paramètres

### La puissance de chauffe
Au gaz
La chauffe est généralement constante et réglée en modulant le robinet de gaz. Quand il y a trop de vapeur, la pression monte jusqu’à ce qu’elle s’échappe par la soupape, organe de sécurité. Il existe des régulateurs de gaz en fonction de la pression de la chaudière.
Avec un combustible solide (type alcool solidifié)
La chauffe n'est généralement pas réglable, la quantité de combustible est généralement adaptée à la chaudière par le constructeur.
Au charbon
Il y a plusieurs facteurs à gérer, parmi les principaux le tirage est le plus important.
Le tirage, effet de succion des gaz de combustion dans les tubes à fumée, est généré par les gaz d'échappements du moteur dans la cheminée. À l'arrêt, le souffleur, un jet de vapeur, est utilisé pour remplacer les gaz d'échappements et entretenir le feu dans le foyer.
Si la chaudière est muni d'un cendrier (ou « boîte à cendres ») muni de volets de régulation, il est possible d'influer la tenue du feu et la combustion du charbon.
La qualité du charbon et sa répartition, ont une influence sur la tenue du feu.
Certains modèles ferroviaire, généralement de grosses machines (250 -300 kg) sont équipées d'un échappement réglable permettant d'équilibrer, en fonctionnement, le tirage en fonction de la charge remorquée. Dans certains cas il s'agit de buses amovibles en sortie d'échappement.

### Régulation de la vitesse du moteur
La vitesse se régule de deux manières :
- Soit en ouvrant plus ou moins la vanne de distribution vapeur, appelée régulateur ;
- Soit en commandant mécaniquement la distribution si celle-ci est réglable, ce qui permet une réponse rapide du système.

L'action sur la distribution agit sur la détente de la vapeur.

### L’inversion de marche
- Pour les systèmes les plus simples, elle peut se faire en poussant la locomotive dans le sens où l’on veut la voir partir.
- On peut prévoir une inversion de marche par inversion du flux de vapeur à l’aide d’une vanne à quatre voies ;
- On peut avoir une inversion de marche mécanique qui inverse la commande d’ouverture des tiroirs cylindrique ou plan, par un système de leviers, du type Walschaerts ou autre.

### Le type de commande
Les locomotives peuvent être à commande manuelle et dans ce cas elles fonctionnent en continu jusqu’à ce qu’on les arrête ou qu’elles manquent de combustible, soit être radiocommandées. Selon  le type de distribution, la radio commande se fait avec un seul servomoteur pour la vitesse et l’inversion de marche, soit avec deux servomoteurs séparés.

### Schéma de principe d’une locomotive à distribution simple

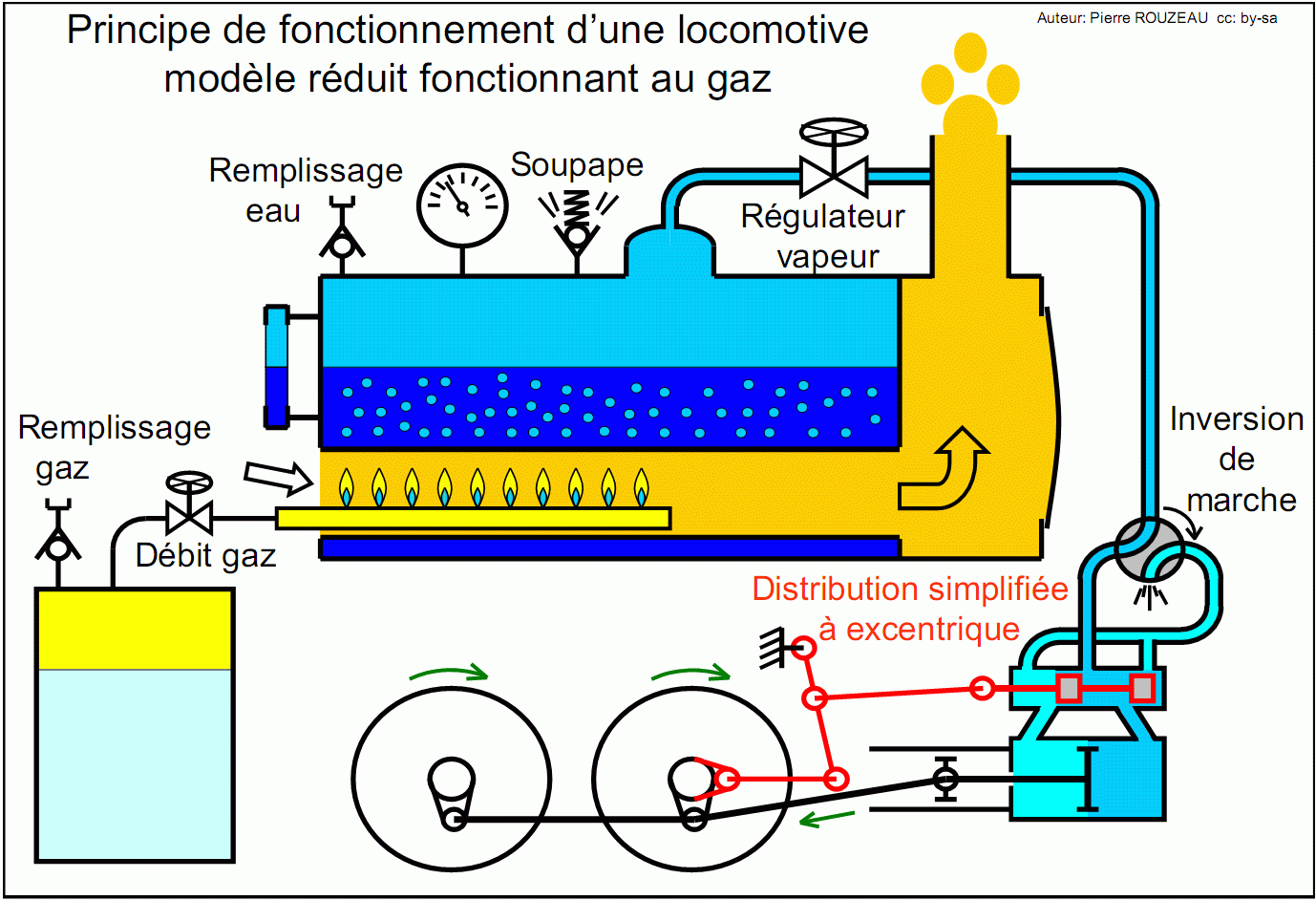

## Autres interprétations
- Dans le cadre d'une machine à vapeur, le terme de vapeur vive désigne la vapeur produite sous pression, non encore utilisée pour produire un effort mécanique. La vapeur utilisée est la vapeur détendue, et est destinée à être réutilisée dans un cylindre basse-pression ou à être évacuée par l'échappement (cheminée).
- Dans le cadre d'un évaporateur, la vapeur vive désigne la source de chaleur utilisée pour réaliser l'échange de chaleur nécessaire pour réaliser la concentration d'un produit.